# Brian Barder

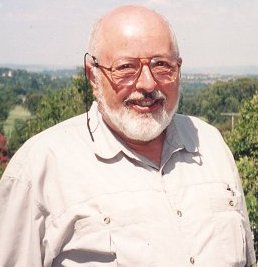
Brian Barder (1998)

Sir Brian Leon Barder KCMG (* 20. Juni 1934 in Bristol; † 19. September 2017) war ein britischer Diplomat, der unter anderem zwischen 1982 und 1986 Botschafter in Äthiopien, von 1986 bis 1988 Botschafter in der Volksrepublik Polen, zwischen 1988 und 1991 Hochkommissar in Nigeria sowie zeitgleich Botschafter in Benin war. Zuletzt fungierte er von 1991 bis 1994 als Hochkommissar in Australien.

## Leben

### Beginn der diplomatischen Laufbahn
Barder absolvierte nach dem Besuch der 1550 gegründeten Sherborne School zwischen 1952 und 1954 eine Offiziersausbildung im Royal Armoured Corps und wurde am 28. März 1953 zum Second Lieutenant befördert. Nach einem Studium am St Catharine’s College der University of Cambridge trat er 1957 als Beamter in das Kolonialministerium (Colonial Office) ein und war anfangs Hilfsreferent für Nigeria im Westafrika-Referat des Ministeriums sowie zwischen 1960 und 1961 Privatsekretär des dortigen Ständigen Unterstaatssekretärs (Permanent Under-Secretary), Hilton Poynton. Nach anschließenden Verwendungen war er zwischen 1964 und 1968 Erster Sekretär an der Ständigen Vertretung bei den Vereinten Nationen in New York City und wurde während dieser Zeit 1965 in den diplomatischen Dienst (Her Majesty’s Diplomatic Service) übernommen. Nach seiner Rückkehr war er zwischen 1968 und 1970 als Referent für Nigeria im Westafrika-Referat des im Oktober 1968 aus dem Ministerium für Commonwealth-Beziehungen mit dem Außenministerium (Foreign Office) zusammengelegten heutigen Ministeriums für Auswärtiges und Angelegenheiten des Commonwealth of Nations (Foreign and Commonwealth Office) tätig. Während dieser Zeit befasste er sich unter anderem mit den Beziehungen zu Nigeria während des Biafra-Krieges.
Danach wurde Barder 1971 Erster Sekretär sowie Presse-Attaché an der Botschaft in der Sowjetunion und fungierte im Anschluss zwischen 1973 und 1977 als Botschaftsrat und Kanzler am Hochkommissariat in Australien. Nachdem er von 1977 bis 1978 einen Lehrgang am Canadian National Defence College in Kingston besucht hatte, kehrte er ins Außenministerium nach Großbritannien zurück. Dort war zunächst Leiter des Referats für Zentral- und Südafrika sowie zuletzt bis 1982 Leiter des Südafrika-Referats.

### Botschafter und Hochkommissar

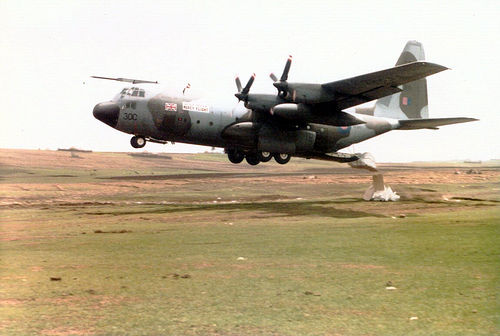
Abwurf von Hilfsgütern aus einer C-130 Hercules der Royal Air Force, 1985

1982 wurde Barder als Nachfolger von Robert Tesh Botschafter in Äthiopien und bekleidete diesen Posten bis zu seiner Ablösung durch Harold Berners Walker 1986. Während dieser Zeit kam es 1984 zu einer Hungersnot in Äthiopien,  die schätzungsweise acht Millionen Menschen vor allem im Norden Äthiopiens betraf und zum Tod von schätzungsweise einer halben bis einer Million Menschen führte. Eine Reportage der BBC über die Hungersnot in Äthiopien schockierte 1984 die Öffentlichkeit in den Industrieländern, woraufhin in großem Umfang Spenden für die Hungernden gesammelt wurden, insbesondere im Rahmen der Live-Aid-/Band-Aid-Konzerte von Musikern wie Bob Geldof. Auch die Regierungen der Industrieländer kamen unter Druck, etwas zu unternehmen. Im Zuge der Hungersnot engagierte sich Barder bei der Durchführung von Hilfsmaßnahmen und die Organisation von Transportflügen der Royal Air Force (RAF), um Hilfsgüter in die betroffenen Regionen zu bringen.
Nach Beendigung seiner Tätigkeit in Äthiopien wurde Barder 1986 Nachfolger von John Morgan als Botschafter in der Volksrepublik Polen. Die dortige Zeit war geprägt von der politischen Lage nach dem Ende des Kriegsrechts 1983 und die durch die Solidarność organisierten Streiks, die mit zur Wende in Polen beitrugen. 1988 wurde er als Botschafter in Polen durch Stephen Jeremy Barrett abgelöst, der zuvor Botschafter in der Tschechoslowakei war. 1988 übernahm er daraufhin von Martin Ewans den Posten als Hochkommissar in Nigeria und war zeitgleich als Botschafter in Benin akkreditiert. Dabei hatte Großbritannien ein nachhaltiges Interesse am Verkauf von Waffen, Panzern und Flugzeugen an die Regierung von Präsident Ibrahim Babangida, wobei sich Nigeria in einer schwierigen wirtschaftlichen Lage befand. Barder kritisierte in einem Schreiben an das Außenministerium diese Rüstungsgüterverkäufe, da er die Gefahr sah, dass der britische Steuerzahler aufgrund der Repression in Nigeria für den Handel finanziell aufkommen müsste. 1991 löste ihn Christopher MacRae als Hochkommissar in Nigeria ab.
Zuletzt wurde Barder 1991 Nachfolger von John Coles als Hochkommissar in Australien und verblieb in dieser Funktion bis zu seinem Eintritt in den Ruhestand 1994. Nachfolger wurde daraufhin Roger Carrick, der bis dahin Botschafter in Indonesien war. Zum 1. Januar 1992 wurde Barder zum Knight Commander des Order of St. Michael and St. George (KCMG) geschlagen, so dass er fortan den Namenszusatz „Sir“ führte.
Nach seinem Eintritt in den Ruhestand engagierte sich Barder zwischen November 1997 und Januar 2004 als Gründungsmitglied der Special Immigration Appeals Commission (SIAC), einer Sonderkommission, die sich mit Beschwerdeverfahren bei Ausweisungen und Ausbürgerungen aufgrund der nationalen Sicherheit befasst.
Er verstarb am 19. September 2017.

## Veröffentlichungen
- Britain: Still Looking for that Role?, in: The Political Quarterly, Juli 2001, S. 366–374[4]
- National insecurity. How do you try an alleged terrorist using evidence that’s too secret for him to hear? Brian Barder, who used to do just that, explains why he quit, in:  The Guardian vom 16. März 2004[5]
- On SIAC. Brian Barder explains why he resigned from the Special Immigration Appeals Commission, in: London Review of Books vom 18. März 2004, S. 40–41[6]
- Diplomacy, Ethics and the National Interest: What Are Diplomats For?, in: The Hague Journal of Diplomacy, 2010, S. 289–297[7]
- The Palgrave Macmillan dictionary of diplomacy, Herausgeber/Autoren Geoff Berridge, Alan James, Lorna Lloyd, Brian Barder, Laurence E. Pope und Kishan S. Rana, Verlag Palgrave Macmillan, 2013, ISBN 978-0-23030-2-983[8]

- What Diplomats Do. The Life and Work of Diplomats, Vorwort von Ivor Roberts, Verlag Rowman & Littlefield, 2014, ISBN 978-1-4422-2635-7[9]